# Maulds Meaburn
Maulds Meaburn is een dorp in het bestuurlijke gebied Eden, in het Engelse graafschap Cumbria. Het maakt deel uit van de civil parish Crosby Ravensworth.
Midden twaalfde eeuw verkreeg Hugh van Westmorland het leen Meaburn van Hendrik II van Engeland. Hugh speelde echter een hoofdrol in de moord op Thomas Becket, waarna de koning de ene helft van de landerijen aan zichzelf trok (Kings Meaburn) en het andere deel (Maulds Meaburn) aan Maud, zuster van Hugh in leen gaf. Het bij dit landgoed behorende 'Maulds Meaburn Hall' dateert uit de zestiende eeuw en heeft een vermelding op de Britse monumentenlijst.